# Carla de Liefde
Carla Ida de Liefde, coniugata Benschop (Oud-Beijerland, 25 marzo 1950 – Oud-Beijerland, 22 settembre 2006), è stata una cestista olandese.

## Carriera
Con i Paesi Bassi ha disputato i Campionati mondiali del 1979 e otto edizioni dei Campionati europei (1968, 1970, 1972, 1974, 1976, 1978, 1980, 1981).